# Municipio Andrés Bello (Trujillo)
Andrés Bello es uno de los veinte municipios que forman parte del Estado Trujillo en Los Andes de Venezuela.

## Historia
Históricamente, el territorio estuvo vinculado al entonces Distrito Betijoque desde el año 1974. Posteriormente, con la modificación de la Ley de División Político-Territorial del estado Trujillo en 1991, dicho distrito fue dividido, quedando la localidad de Andrés Bello bajo la jurisdicción del municipio Miranda.
Finalmente, el 30 de enero de 1995 se creó de manera definitiva el municipio Andrés Bello, el cual recibe su nombre en honor al destacado escritor, humanista y político venezolano Andrés Bello.

## Geografía
Su capital es la población de Santa Isabel. Tiene una extensión de 202 km², según estimaciones del INE su población para 2010 será de 17 481 habitantes. El municipio está integrado por cuatro parroquias, Araguaney, El Jaguito, La Esperanza y Santa Isabel.
Según el gobierno del Estado Trujillo la zona oeste del municipio llega hasta la costa oriental del Lago de Maracaibo, por tal motivo existe una disputa limítrofe entre el municipio y el Estado Zulia, el límite según Trujillo son los ríos Motatán de Los Negros y Paují, mientras que el Zulia reconoce como límite el río Carrillo. Las poblaciones que se encuentran en esta área son Ceuta, El Tigre, Motatán del Lago, Tomoporo de Agua y Carrillo. Los datos sobre superficie y población de esa zona en disputa no se han tomado en cuenta en este artículo y están incluidos en el Municipio Baralt del Estado Zulia.

### Parroquias
1. Parroquia Araguaney
2. Parroquia El Jaguito
3. Parroquia La Esperanza
4. Parroquia Santa Isabel

## Política y gobierno

### Alcaldes
| Período     | Alcalde           | Partido político / Alianza | % de votos | Notas |
| ----------- | ----------------- | -------------------------- | ---------- | --- |
| 1995 - 2000 | Freddy Morales    | COPEI                      | -          | Primer alcalde bajo elecciones directas (se realizaron elecciones generales adelantadas en el 2000 debido a la aprobación de la Constitución de 1999) |
| 2000 - 2004 | Freddy Morales    | F.M.2000                   | 39,92      | Reelecto |
| 2004 - 2008 | Francisco Aguiar  | F.M.2000                   | 37,01      | Segundo alcalde bajo elecciones directas |
| 2008 - 2013 | Rafael Pérez      | PSUV                       | 56,93      | Tercer alcalde bajo elecciones directas (se postergan 1 año las elecciones municipales pautadas para finales del 2012)                                |
| 2013 - 2017 | Michel Duque      | PSUV                       | 47,54      | Cuarto Alcalde bajo elecciones directas |
| 2017 - 2021 | Gladys Ávila      | PSUV                       | 95,59      | Quinta alcaldesa bajo elecciones directas |
| 2021 - 2025 | Francisco Aguilar |                            | 56,60      | Sexto alcalde bajo elecciones directas |

### Concejo municipal
Período 1995 - 2000
| Concejales            | Partido político / Alianza |
| --------------------- | -------------------------- |
| Antonio González      | COPEI                      |
| Francisco Aguiar      | COPEI                      |
| José Marcelo Vásquez  | AD                         |
| Ada Azuaje de Cardozo | AD                         |
| José Rafael Perdomo   | MAS                        |

Período 2000 - 2005
| Concejales          | Partido político / Alianza |
| ------------------- | -------------------------- |
| Francisco Aguiar    | FM 2000                    |
| Isaías Cordero      | FM 2000                    |
| Francisco Terán     | AD                         |
| Waldo Santeliz      | AD                         |
| José Rafael Perdomo | MAS                        |

Período 2005 - 2013
| Concejales          | Partido político / Alianza |
| ------------------- | -------------------------- |
| Luz María Fafardo   | FM 2000                    |
| Víctor Bravo        | FM 2000                    |
| Omar Olivar         | FM 2000                    |
| Francisco Terán     | AD                         |
| Mauro Castillo Cira | AD                         |
| Obilio Cardozo      | AD                         |
| Eduardo Godoy       | MVR                        |

Período 2013 - 2018:
| Concejales          | Partido político / Alianza |
| ------------------- | -------------------------- |
| María Valera        | PSUV                       |
| José Palomino       | PSUV                       |
| Berna Latte         | PSUV                       |
| Marcial Fernández   | PSUV                       |
| María Andrade       | PSUV                       |
| Gladys Ávila        | PSUV                       |
| Mauro Castillo Cira | MUD                        |

Período 2018 - 2021
| Concejales        | Partido político / Alianza |
| ----------------- | -------------------------- |
| Fermin Manbel     | PSUV                       |
| Nairobi Rodríguez | PSUV                       |
| Darwin Urbina     | PSUV                       |
| Elio Salazar      | PSUV                       |
| Maria Andrade     | PSUV                       |
| Marcial Fernández | PSUV                       |
| Hilda Cañizales   | PSUV                       |

Período 2021 - 2025
| Concejales        | Partido político / Alianza |
| ----------------- | -------------------------- |
| Yobel Gil         | CENTRADOS                  |
| Benicio Ramírez   | CENTRADOS                  |
| Elvia Medina      | CENTRADOS                  |
| Jesus Molina      | CENTRADOS                  |
| Mayori Echeverría | CENTRADOS                  |
| Francisco Terán   | CENTRADOS                  |
| Alfredo Godoy     | PSUV                       |